# Manon Petit
Manon Petit (ur. 7 grudnia 1998 w Clermont-Ferrand) – francuska snowboardzistka, specjalizująca się w snowcrossie, wicemistrzyni świata.

## Kariera
Po raz pierwszy na arenie międzynarodowej pojawiła się 30 listopada 2013 roku w miejscowości Breuil-Cervinia, gdzie w zawodach FIS Race zajęła szóste miejsce w snowcrossie. W 2016 roku wywalczyła brązowy medal podczas mistrzostw świata juniorów w Rogli. W tym samym roku zdobyła także złoty medal na igrzyskach olimpijskich młodzieży w Lillehammer. W zawodach Pucharu Świata zadebiutowała 12 grudnia 2015 roku w Montafon, zajmując 20. miejsce. Tym samym już w swoim debiucie wywalczyła pierwsze pucharowe punkty. Najlepsze wyniki osiągnęła w sezonie 2020/2021, kiedy to zajęła 8. miejsce w klasyfikacji snowcrossu.
W 2017 roku wspólnie z Charlotte Bankes wywalczyła srebrny medal w snowcrossie drużynowym podczas mistrzostw świata w Sierra Nevada. Na tej samej imprezie była też piąta indywidualnie.

## Osiągnięcia

### Mistrzostwa świata
| Miejsce | Dzień     | Rok  | Miejscowość   | Konkurencja         | Zwyciężczyni       |
| ------- | --------- | ---- | ------------- | ------------------- | ------------------ |
| 5.      | 12 marca  | 2017 | Sierra Nevada | Snowcross           | Lindsey Jacobellis |
| 2.      | 13 marca  | 2017 | Sierra Nevada | Snowcross drużynowy | Francja            |
| 18.     | 1 lutego  | 2019 | Solitude      | Snowcross           | Eva Samková        |
| 23.     | 11 lutego | 2021 | Idre Fjäll    | Snowcross           | Charlotte Bankes   |

### Puchar Świata

#### Miejsca w klasyfikacji snowcrossu
- sezon 2015/2016: 18.
- sezon 2016/2017: 19.
- sezon 2017/2018: 13.
- sezon 2018/2019: 10.
- sezon 2019/2020: –
- sezon 2020/2021: 8.
- sezon 2021/2022: 11.

#### Miejsca na podium w zawodach
Petit nie stawała na podium zawodów PŚ.